# Hemithraupis
Hemithraupis là một chi chim trong họ Thraupidae.